# Nina Sublatti

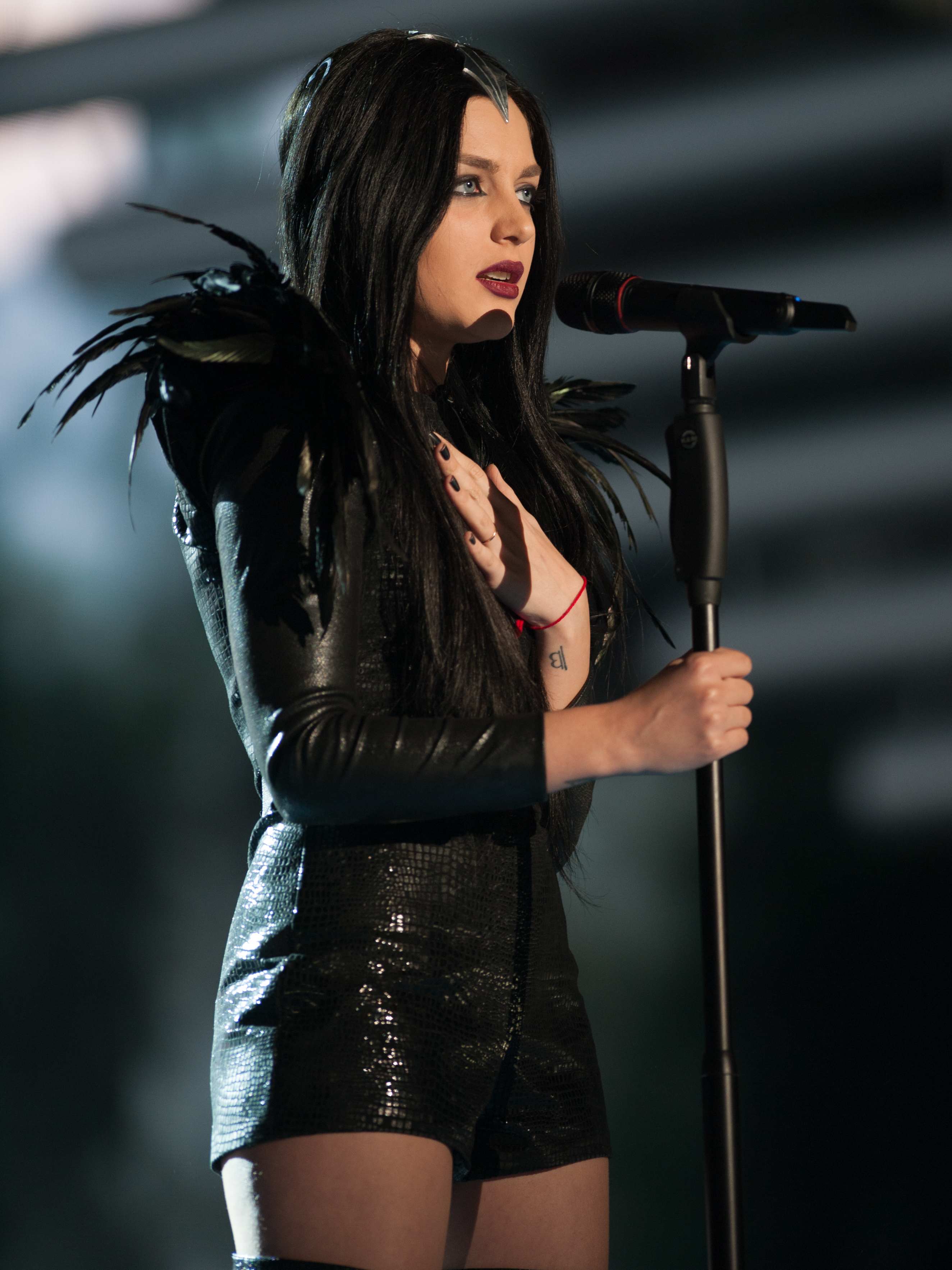
Nina Sublatti (2015)

Nina Sublatti (n. 1995) este o cântăreață georgiană care a reprezentat Georgia la Concursul Muzical Eurovision 2015 cu melodia Warrior.

## Discografie
- Melodia:Down-Anul:2014
- Melodia:Dark Desire-Anul:2015
- Melodia:Sleep-Anul:2015
- Melodia:I've got an idea-Anul:2015
- Melodia:Warrior-Anul:2015